# 11. ваздушно-десантска дивизија
11. ваздушно-десантска дивизија је била америчка падобранска формација, која је први пут деловала 25. фебруара 1943. године, приликом Другог светског рата.